# Перес, Хосе Мануэль
Хосе Мануэль Перес де Вега (исп. José Manuel Pérez de Vega; род. 10 мая 1947, Валенсия) — испанский бобслеист. Участник зимних Олимпийских игр 1968 года, серебряный призёр чемпионата Европы 1970 года.

## Биография
Хосе Мануэль Перес родился 10 мая 1947 года в испанском городе Валенсия.
В 1968 году вошёл в состав сборной Испании на зимних Олимпийских играх в Гренобле. В соревнованиях двоек вместе с Хосе Марией Паломо заняли 12-е место, показав по сумме четырёх заездов результат 4 минуты 51,16 секунды и уступив 10,62 секунды завоевавшим золото Эудженио Монти и Лучано де Паолису из Италии. В соревнованиях четвёрок испанский экипаж, в который также входили Гильермо Росаль, Нестор Алонсо и Антонио Мартин, занял последнее, 19-е место с результатом 2.24,32 по сумме двух заездов, уступив 6,93 секунды победившей команде Италии.
В 1970 году завоевал серебряную медаль чемпионата Европы в Кортина дʼАмпеццо в соревнованиях четвёрок, выступая вместе с Эухенио Батуроне, Хулио Саторре и Гильермо Росалем. Испанцы показали результат 2.42,46, уступив 0,09 секунды завоевавшему золото экипажу из ФРГ.